# Danh sách nhân vật trong Tsubasa: Reservoir Chronicle

## Nhân vật
Hầu hết các nhân vật trong Tsubasa: RESERVoir CHRoNiCLE được CLAMP lấy nguyên mẫu từ các bộ truyện đã sáng tác trước đó, trừ một vài nhân vật ví dụ như Kurogane và Fye.

### Nhóm Syaoran
- Clone Sakura: Công chúa vương quốc Clow, bạn thuở nhỏ của Clone Syaoran. Anh trai cô là Touya và cha cô là Clow Reed. Sakura rất nhân hậu, hiền lành và dễ mến nhưng khi cần thì có thể trở nên dũng cảm, cứng rắn. Sakura rất thích Syaoran, nhưng khi cô chưa kịp thổ lộ tình cảm của mình thì tai nạn đã xảy đến. Sau này dù Sakura đã hoàn toàn quên mất Syaoran là ai, nhưng tận trong tiềm thức sâu thẳm, Sakura cũng mơ hồ cảm nhận được cậu thiếu niên đó là một người có vị trí vô cùng lớn lao trong trái tim của cô. Sau khi mất đi ký ức, Sakura không còn hoạt bát vui tươi như trước nữa, nhưng bản chất tốt đẹp nơi cô vẫn không thay đổi. Chính ông Fujikata, cha của Syaoran đã từng bảo rằng sức mạnh của công chúa Sakura xuất phát từ tấm lòng nhân hậu vô biên của cô. Cô là bản sao của công chúa Sakura thật.
- Real Sakura: Sakura có cha mẹ khác với bản sao của mình. Mẹ cô là pháp sư của vương quốc, Nadeshiko và cha cô là Fujitaka (người sau này trở thành cha nuôi của Clone Syaoran). Từ năm 7 tuổi, Real Sakura đã bị Fei Wong phong ấn trong người đôi cánh đen - dấu hiệu của cái chết. Vì muốn cứu cô, Real Syaoran đã ước thời gian quay ngược lại đúng khoảnh khắc cậu có thể nắm được tay công chúa, kéo cô thoát khỏi bùa phép. Cái giá phải trả là cậu bị Fei Wong giam cầm suốt một thời gian dài, sự tồn tại của cậu, với tư cách là con trai Kinomoto Sakura và Li Syaoran ở Nhật Bản hiện đại, cũng sẽ mất đi. Thay thế vị trí Real Syaoran ở Nhật Bản sẽ là Watanuki Kimihiro. Còn Real Sakura sẽ phải ở trong "khoảng thời gian bị đóng băng" ấy, chờ đợi Real Syaoran đến cứu.

Cả hai Sakura là nhân vật được crossover từ Kinomoto Sakura của manga Cardcaptor Sakura.
- Clone Syaoran: Nhân vật chính diện trong phần 1, bạn thân của Clone Sakura và cũng là người cô thầm yêu thương. Trong quá khứ, Clone Syaoran là một đứa bé lang thang, không biết cả tên thật và ngày sinh tháng đẻ của mình. Ông Fujikata tốt bụng đã đem cậu về nuôi, đặt tên mới là Syaoran (Tiểu Lang - con sói nhỏ). Giống như cha nuôi, Clone Syaoran rất say mê khảo cổ và lịch sử. Cậu quen biết Sakura khi hai cha con cậu đến vương quốc Clow để nghiên cứu di tích. Sakura đã chọn cho cậu ngày sinh nhật trùng với ngày sinh của cô: ngày 1/4. Chính cô bé đã khiến Clone Syaoran từ một cậu nhóc thụ động, ít nói trở nên vui vẻ và biết đến nụ cười. Clone Syaoran là một chàng trai vô cùng mạnh mẽ, kiên cường. Cậu luôn hết lòng bảo vệ Sakura trong suốt cuộc hành trình dài đi tìm lông vũ ký ức của cô. Đối với Clone Syaoran, Clone Sakura là người quan trọng hơn bất cứ ai.

Ở trường đoạn Tokyo, Syaoran xuất hiện từ đầu truyện được xác nhận là một Syaoran giả (Clone Syaoran). Chương 219-221 của manga, Yuuko cho biết Clone Syaoran và Clone Sakura có thể được tái sinh ở một kiếp khác và họ sẽ gặp lại nhau. Đến chương 224, mọi chuyện được làm sáng tỏ khi hai người được tái sinh trong thế giới Nhật Bản hiện đại, trở thành cha mẹ của Real Syaoran.
- Real Syaoran: Là nhân vật chính trong phần II. Suốt phần một, cậu là người bị giam hãm trong pháp thuật của Fei Wong Reed. Cha mẹ cậu là Clone Syaoran và Clone Sakura tái sinh, nên điều này có nghĩa nếu cậu không gặp công chúa Sakura thật, cậu sẽ không tồn tại (vì cha mẹ cậu không tồn tại). Real Syaoran là một nhân vật được crossover từ Li Syaoran của manga Cardcaptor Sakura.
- Kurogane (黒鋼 Hắc Thiết?), tên thật là Youou (鷹王 Ưng Vương?): Người Ninja lạnh lùng và xa cách, cận vệ trung thành của công chúa Tomoyo Tsukuyomi. Anh thường bị Fye và Mokona chọc là "Hắc bào", "Đại Cẩu"... vì luôn mặc đồ đen và cũng vì nghĩa của cái tên Kurogane là Thép Đen. Từ hồi nhỏ, Kurogane đã luôn luôn cố gắng trở nên mạnh mẽ hơn để bảo vệ những người anh yêu quý. Thanh kiếm Ginryu (Ngân Long) của anh được thừa hưởng từ cha, lãnh chúa thời Heian, đồng thời là 1 cao thủ diệt quỷ. Nhìn vẻ ngoài có vẻ khó chịu nhưng Kurogane là chàng trai tốt. Chính Kurogane đã dạy kiếm thuật cho C.Syaoran, cho cậu nhiều lời khuyên bổ ích trong chiến đấu và động viên Syaoran khi cậu buồn phiền.
- Fye D. Flourite: Anh chàng pháp sư đẹp trai với mái tóc vàng và đôi mắt xanh, đến từ đất nước Celes. Anh khác hoàn toàn với Kurogane cả về ngoại hình lẫn tính cách. Fye mặc đồ màu trắng tương phản với Kurogane luôn khoác tấm áo đen. Tính tình của anh lúc nào cũng cởi mở, dễ gần trái ngược với Kurogane cáu bẳn. Tuy Fye ngoài mặt thì tươi cười nhưng lòng anh luôn tràn ngập sợ hãi lo âu vì một lý do gì thì chỉ anh mới biết. Anh rất sợ một ngày nào đó Ashura vương, vị vua của đất nước Celes, người anh đã tự tay phong ấn, sẽ tỉnh dậy và đuổi theo anh. Quá khứ của Fye được hé mở ở chap 105 trở đi. Tên thật của anh là Yuui, một trong hai hoàng tử song sinh của vương quốc Valeria.
- Mokona Modoki: Con thú tròn màu trắng đáng yêu của Phù thủy không gian Yuuko. Nó có  khả năng cảm nhận sức mạnh chiếc lông vũ ký ức của Sakura và dẫn nhóm bạn Syaoran tới thế giới có chiếc lông vũ. Mỗi lần Mokona cảm ứng được lông vũ, nó mở to đôi mắt tím vốn nhắm chặt của mình ra và kêu lên: "Moko". Mokona còn tự xưng là có 108 phép thần thông, như giả giọng người khác chẳng hạn. Ngoài ra Mokona còn có khuyên tai màu đỏ dùng để tăng cường sức mạnh pháp thuật, chính nhờ chiếc khuyên tai này mà nhóm Tsubasa đã thoát khỏi thế giới Celes. Nhờ có Mokona, ngôn ngữ giữa các thành viên trong nhóm được thông suốt và không dẫn đến tình trạng bất đồng trong lời nói. Ngoài ra, Mokona còn là trung gian liên lạc giữa Phù thủy không gian với nhóm của Syaoran thông qua viên ngọc đỏ trên trán của nó. Bình thường Mokona rất nghịch ngợm và thích trêu đùa, nó hay hùa theo Fye chọc ghẹo Kurogane là Hắc bào và cũng thường hay bị Kurogane "xử đẹp".

### Nhân vật khác
- Fei Wong Reed: là họ hàng của Clow Reed. Fei Wong là người đã giam cầm R.Syaoran, tạo ra hai bản sao của Syaoran và Sakura, và cũng là người đã phát tán lông vũ của Sakura khắp các thế giới. Mục đích của Fei Wong là để thực hiện được một ước nguyện của mình. Ở cuối truyện, ước nguyện của Fei Wong đã được làm sáng tỏ: Để hồi sinh một người đã chết, sau đó được tiết lộ chính là Phù thủy không gian Yuuko. Muốn vậy, hắn cần có hai thứ: ký ức của cơ thể công chúa Sakura (Clone Sakura) và di tích khảo cổ ở vương quốc Clow.
- Xing Huo: là phụ tá của Fei Wong Reed. Xing Huo là người đã gửi Real Syaoran đến chỗ Phù thủy Không gian Yuuko sau khi cậu thoát khỏi pháp thuật của Fei Wong. Cô bị Fei Wong giết ngay sau đó. Sự giúp đỡ của cô với Syaoran vẫn là điều bí ẩn, mặc dù Fei Wong đã nói: "Xét về nguồn gốc của ngươi, ta biết là điều đó khó tránh khỏi."
- Yuuko Ichihara: Biệt hiệu là "Phù thủy không gian". Cô đã giúp cho Syaoran, Sakura, Fye, Kurogane đi đến những thế giới khác nhau để thực hiện yêu cầu của họ. Mặc dù có pháp thuật rất to lớn, đến mức có thể giúp Ashura và Yasha trở thành thần linh, nhưng bà không thể giúp đỡ ai nếu họ không trả một cái giá tương xứng. Quan hệ của Yuuko với Clow Reed và Fei Wong Reed vẫn còn là điều bí ẩn. Cuối truyện, Fei Wong Reed được tiết lộ là "dã tâm" muốn Yuuko hồi sinh của Clow Reed.
- Watanuki Kimihiro Là một nam sinh làm việc tại cửa hàng của Yuuko để trả giá cho ước muốn của mình (đọc thêm xxxHOLiC sẽ rõ) Cậu sống một mình và bị mất đi ký ức. Sự thật cậu chính là người thay thế vị trí của Syaoran Real tại Nhật Bản. Khi chọn cái giá phải trả để thoát khỏi khoảng không tồn tại không - thời gian, cậu đã chọn ở lại cửa tiệm mãi mãi, trong khi Syaoran Real chọn tiếp tục cuộc hành trình. Watanuki được tạo ra dưới hình dáng của Clow Reed thời trẻ.
- Tomoyo-hime Cô là công chúa của Nhật Bản cổ xưa, tên thật là Tomoyo (Tsuyukomi chỉ là danh hiệu được truyền lại), chính cô là người đưa Kurogane - ninja đến từ Suwa đến gặp phù thủy Yuuko để bắt đầu cuộc hành trình. Cô là một mika - người đoán mộng, nhờ đó cô giúp được nhóm Kurogane thoát khỏi vương quốc Celes bằng cách trả giá cho Yuuko. Tại đất nước Piffle, cô là chủ tịch tập đoàn Piffle Princess Company và đã giúp đỡ nhóm bạn Syaoran rất nhiều. Tại Nhật Bản hiện đại, cô sống trong thân phận Tomoyo Daidouji - bạn thân của Kinomoto Sakura. Diễn viên lồng tiếng cho cô là Maaya Sakamoto.
- Fuuma Anh là người làm việc cho Yuuko, đi xuyên qua không gian để tìm những vật mà khách hàng yêu cầu. Khi gặp nhóm Syaoran tại Tokyo, anh là người đứng đầu tháp Tokyo. Anh khá vui tính và đã giúp đỡ nhóm Syaoran rất nhiều. Được crossover từ Fuuma Monou của manga X/1999.
- Seishirou là anh trai của Fuuma. Anh trả cho Yuuko một con mắt để có khả năng đi xuyên không gian nhằm tìm kiếm cặp ma cà rồng song sinh. Đông thời anh cũng giữ một chiếc lông vũ của Sakura. Anh chính là thầy dạy cách di chuyển và tự vệ cho Syaoran bản sao lúc cậu còn đang di du hành cùng bố cậu là Fujitaka. Được crossover từ Sakurazuka Seishirou trong X/1999 và Tokyo Babylon.
- Kamui và Subaru cặp ma cà rồng song sinh mà Seishirou tìm kiếm, hai người đã trả 1 cái giá cho Yuuko để có khả năng xuyên qua các thế giới. Tại Tokyo, Kamui là người đứng đầu người ở Tòa thị chính.
- Ashura và Yasha Hai nhân vật phụ trong truyện, nguyên mẫu là hai nhân vật chính của RGVeda - bộ truyện cùng tác giả. Được biết, ở RGVeda, Ashura vô tính, còn tại TRC thiết lập nhân vật này không được tiết lộ.